# Aleksandr Krasnow
Aleksandr Giennadijewicz Krasnow (ros. Александр Геннадиевич Краснов, ur. 7 kwietnia 1960 w Lebiażjach) – radziecki kolarz torowy i szosowy, złoty medalista olimpijski oraz pięciokrotny medalista torowych mistrzostw świata.

## Kariera
Pierwszy sukces w karierze Aleksandr Krasnow osiągnął w 1978 roku, kiedy zdobył złoty medal w drużynowym wyścigu na dochodzenie podczas mistrzostw świata juniorów. Już dwa lata później zdobył wspólnie z Walerijem Mowczanem, Władimirem Osokinem, Witalijem Pietrakowem i Wiktorem Manakowem złoty medal w tej samej konkurencji podczas igrzysk olimpijskich w Moskwie. Na torowych mistrzostwach świata w Brnie w 1981 roku zdobył drużynowo srebrny medal, a na rozgrywanych rok później mistrzostwach świata w Leicester razem z Konstantinem Chrabcowem, Walerijem Mowczanem i Siergiejem Nikitienko był najlepszy. W kolejnych latach zdobył jeszcze trzy medale w drużynowym wyścigu na dochodzenie: brązowe na mistrzostwach świata w Bassano w 1985 i mistrzostwach w Colorado Springs w 1986 roku oraz złoty na rozgrywanych rok później mistrzostwach świata w Wiedniu. W stolicy Austrii partnerowali mu Wiaczesław Jekimow, Wiktor Manakow i Siergiej Chmielinin. Startował także w wyścigach szosowych, zajmując między innymi drugie miejsce w klasyfikacji generalnej holenderskiego Olympia's Tour w 1982 roku, szwedzkiego Postgirot Open w 1983 roku, austriackiego Österreich-Rundfahrt w 1984 roku i belgijskiego Ronde van België w 1987 roku.